# Setpoint (sistema de controle)
Setpoint é o valor-alvo que um sistema de controle automático, por exemplo um controlador PID, tentará alcançar. Por exemplo, o sistema de controle de um aquecedor pode ter um setpoint de temperatura, isto é, uma temperatura que o sistema de controle tentará alcançar.
O termo setpoint é usado semelhantemente em fisiologia e psicologia. Exemplos são massa corporal e felicidade, ambos cridos terem setpoints que são difíceis de mudar.